# Pointis-de-Rivière
Pointis-de-Rivière ist eine Gemeinde im Département Haute-Garonne in der Region Okzitanien im Südwesten Frankreichs.

## Geographie
Der Ort liegt mit 835 Einwohnern (Stand 1. Januar 2022) westlich von Saint-Gaudens an der Garonne am Fuß der Pyrenäen.

## Geschichte
Der Ort gehörte zur Grundherrschaft der Grafen von Lomagne und erhielt 1280 in einer Charte besondere Rechte. 

## Bevölkerungsentwicklung
| Jahr                      | 1962 | 1968 | 1975 | 1982 | 1990 | 1999 | 2007 | 2017 | 2019 |
| ------------------------- | ---- | ---- | ---- | ---- | ---- | ---- | ---- | ---- | ---- |
| Einwohner                 | 543  | 702  | 691  | 686  | 740  | 792  | 843  | 840  | 854  |
| Quelle: Cassini und INSEE |      |      |      |      |      |      |      |      |      |

## Sehenswürdigkeiten
- Kirche St-Pierre-ès-Liens, erbaut 1806
- Kapelle Notre-Dame-de-Cabanac, erbaut 1855

## Weblinks

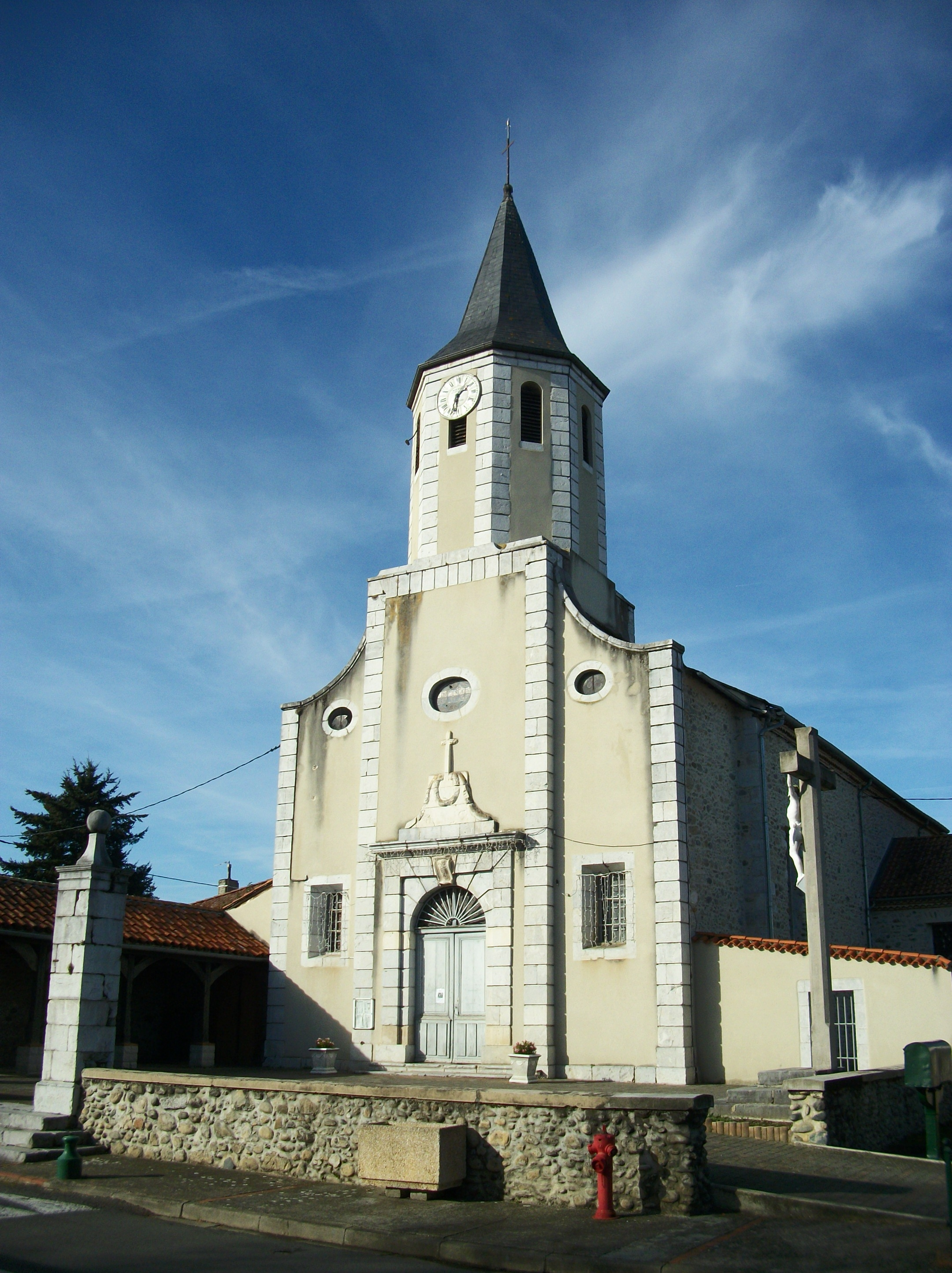
Kirche St-Pierre-ès-Liens